# Біляш

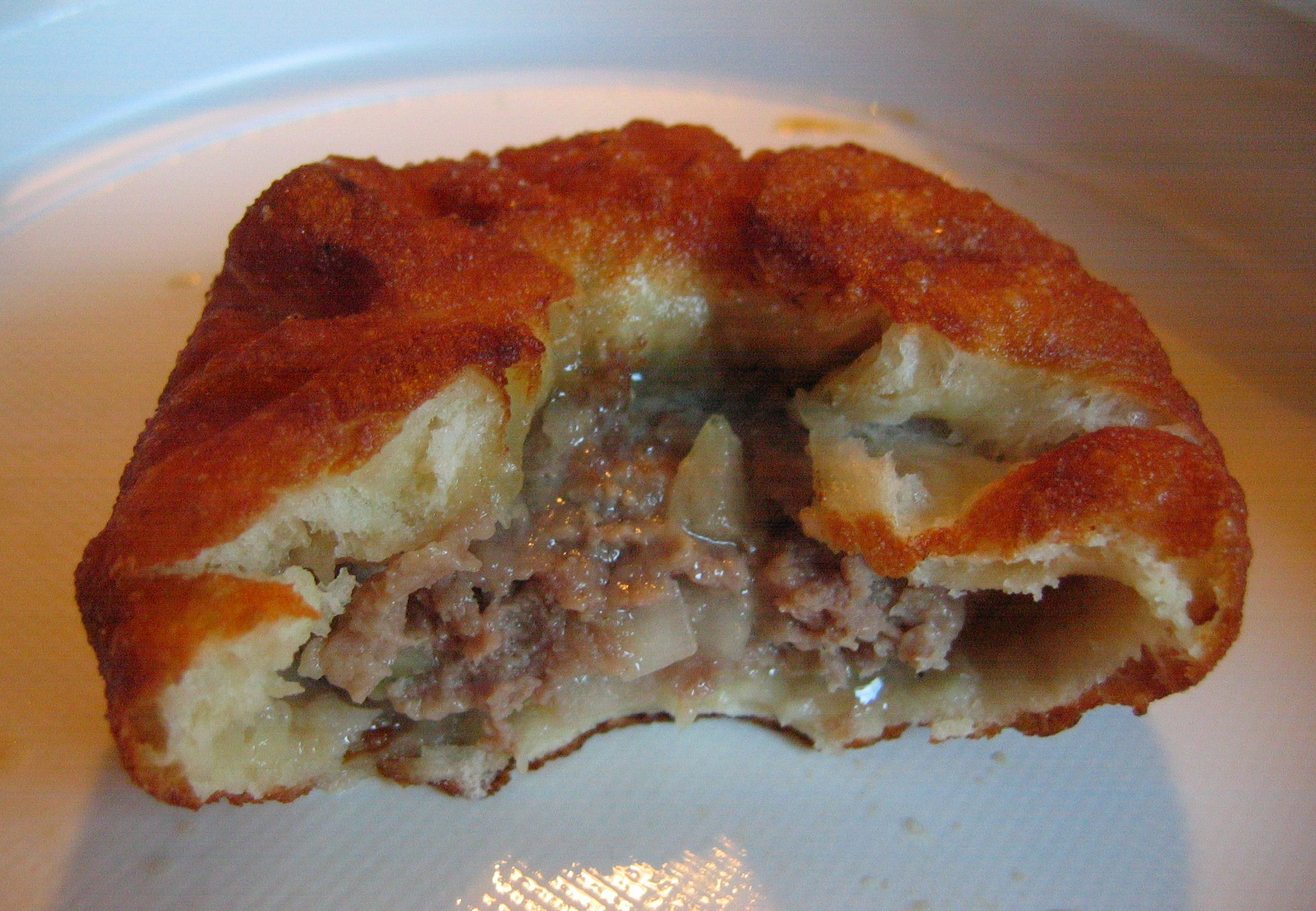
Надкушений біляш, видно м'ясну начинку

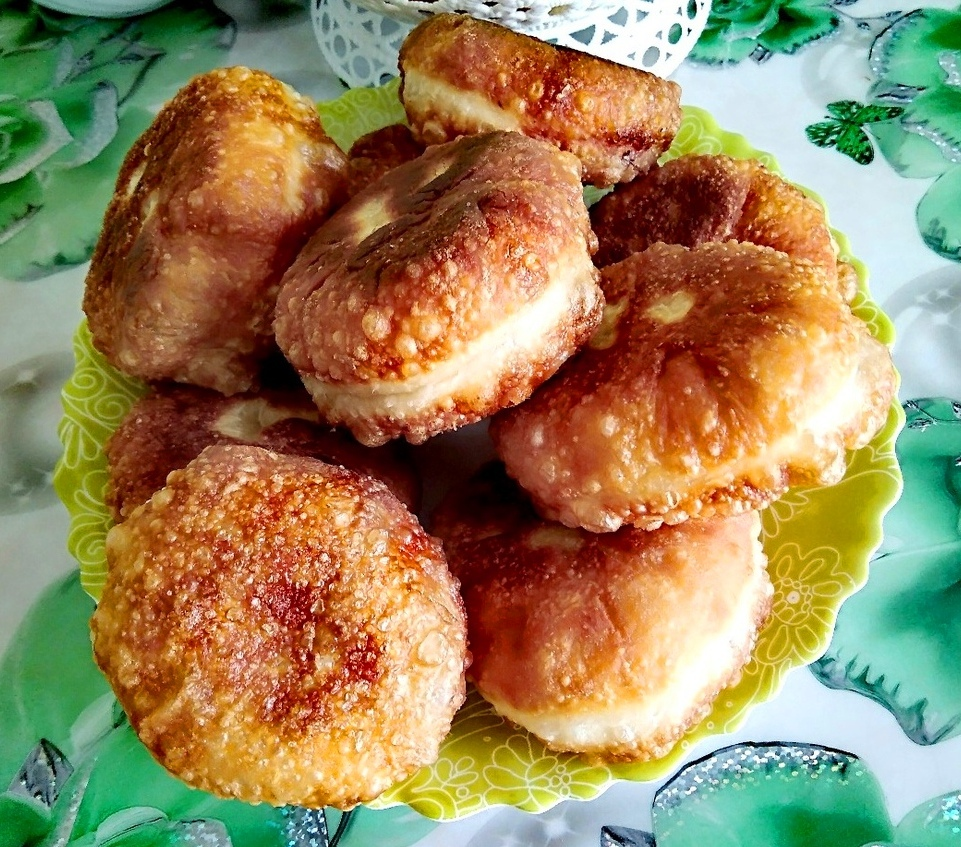
Біляші з Сибіру

Біля́ш, перемяч (тат. бәлеш, пәрәмәч / pərəməç / pärämäç і башк. ваҡ бәлеш, бәрәмес) — страва татарської кухні. Біляш — це смажений пиріжок з прісного або дріжджового тіста з фаршем або дрібно порубаним м'ясом.

## Етимологія слова «біляш»
Поширена в Україні назва «біляші» походить від слова «беліш», яким в татарській і башкирській кухнях називають великий печений пиріг з прісного тіста з різноманітною начинкою, частіше з м'яса, нарізаного шматочками та змішаного з картоплею або в окремих випадках з пшоном або рисом, іноді у вигляді страви, що готується в горщику з «кришкою» з прісного тіста.